# Brain Drain
| 전문가 평가                   | 전문가 평가 |
| 평가 점수                     | 평가 점수   |
| 출처                          | 점수        |
| ----------------------------- | ----------- |
| AllMusic                      | [ 3 ]       |
| Robert Christgau              | B           |
| Spin Alternative Record Guide | 2/10        |

《Brain Drain》은 1989년 5월 23일에 발매된 미국의 펑크 록 밴드 라몬즈의 열한 번째 스튜디오 음반이다. 이 음반은 베이시스트, 작곡가, 보컬리스트 디 디 라몬이 참여한 마지막 라몬즈 음반으로, 1983년 《Subterranean Jungle》 이후 밴드에서 처음 해고된 마키 라몬과 사이어 레코드에서 밴드의 마지막 스튜디오 음반을 발표한 첫 번째 음반이다. 이 음반은 1995년 《¡Adios Amigos!》까지 대니얼 레이가 프로듀싱한 마지막 라몬즈 음반이기도 한다. 음반은 예상치 못한 시즌송 〈Merry Christmas (I Don't Want to Fight Tonight)〉로 마무리된다.

## 배경
1998년 자서전에서 디 디 라몬은 "《Brain Drain》을 녹음하는 것은 모두가 저에게 화풀이를 했기 때문에 힘든 일이었습니다. 저는 그들과 함께 있는 것이 두려웠습니다. 결국 음반을 연주하지도 않았고, 밴드의 모든 사람들이 여자친구 문제, 돈 문제, 정신적 문제 등의 문제를 겪었습니다."라고 회상했다.
조니 라몬은 2012년 사후 자서전 《코만도》에서 가장 싫어하는 음반 중 하나라며 비슷한 부정적인 감정을 표현했다. 그는 "빌 라스웰의 프로듀싱이 너무 조밀해서 기타를 5~6트랙에 녹음하게 했다"고 설명했다. 그래서 음반에 너무 많은 시간이 걸렸고 조이의 노래가 너무 많아서 항상 더 많은 시간이 걸렸다"고 덧붙였다. 그러나 그는 이 음반에 "〈I Believe in Miracles〉와 〈Punishment Fits the Crime〉 같은 몇 가지 밝은 점이 있다"고 덧붙였다. 그는 《Brain Drain》과 후속 음반인 《Mondo Bizarro》에게 "C" 레터 등급을 부여했다.
라몬즈 음반에서 처음으로 드러머 마키 라몬이 작곡에 참여하여 〈All Screwed Up〉과 〈Learn to Listen〉의 가사를 썼다.

## 곡 목록
| #  | 제목                          | 작사·작곡                               | 재생 시간 |
| -- | ----------------------------- | --------------------------------------- | --------- |
| 1. | 〈I Believe in Miracles〉     | 디 디 라몬, 대니얼 레이                 | 3:19      |
| 2. | 〈Zero Zero UFO〉             | 디 디 라몬, 레이                        | 2:25      |
| 3. | 〈Don't Bust My Chops〉       | 디 디 라몬, 조이 라몬, 레이             | 2:28      |
| 4. | 〈Punishment Fits the Crime〉 | 디 디 라몬, 리치 스토츠                 | 3:05      |
| 5. | 〈All Screwed Up〉            | 조이 라몬, 앤디 셔노프, 마키 라몬, 레이 | 3:59      |
| 6. | 〈Palisades Park〉            | 척 배리스                               | 2:22      |

| #   | 제목                                                | 작사·작곡                              | 재생 시간 |
| --- | --------------------------------------------------- | -------------------------------------- | --------- |
| 7.  | 〈Pet Sematary〉                                    | 디 디 라몬, 레이                       | 3:30      |
| 8.  | 〈Learn to Listen〉                                 | 디 디 라몬, 조니 라몬, 마키 라몬, 레이 | 1:50      |
| 9.  | 〈Can't Get You Outta My Mind〉                     | 조이 라몬                              | 3:21      |
| 10. | 〈Ignorance Is Bliss〉                              | 조이 라몬, 셔노프                      | 2:38      |
| 11. | 〈Come Back, Baby〉                                 | 조이 라몬                              | 4:01      |
| 12. | 〈Merry Christmas (I Don't Want to Fight Tonight)〉 | 조이 라몬                              | 2:04      |